# Brandbom

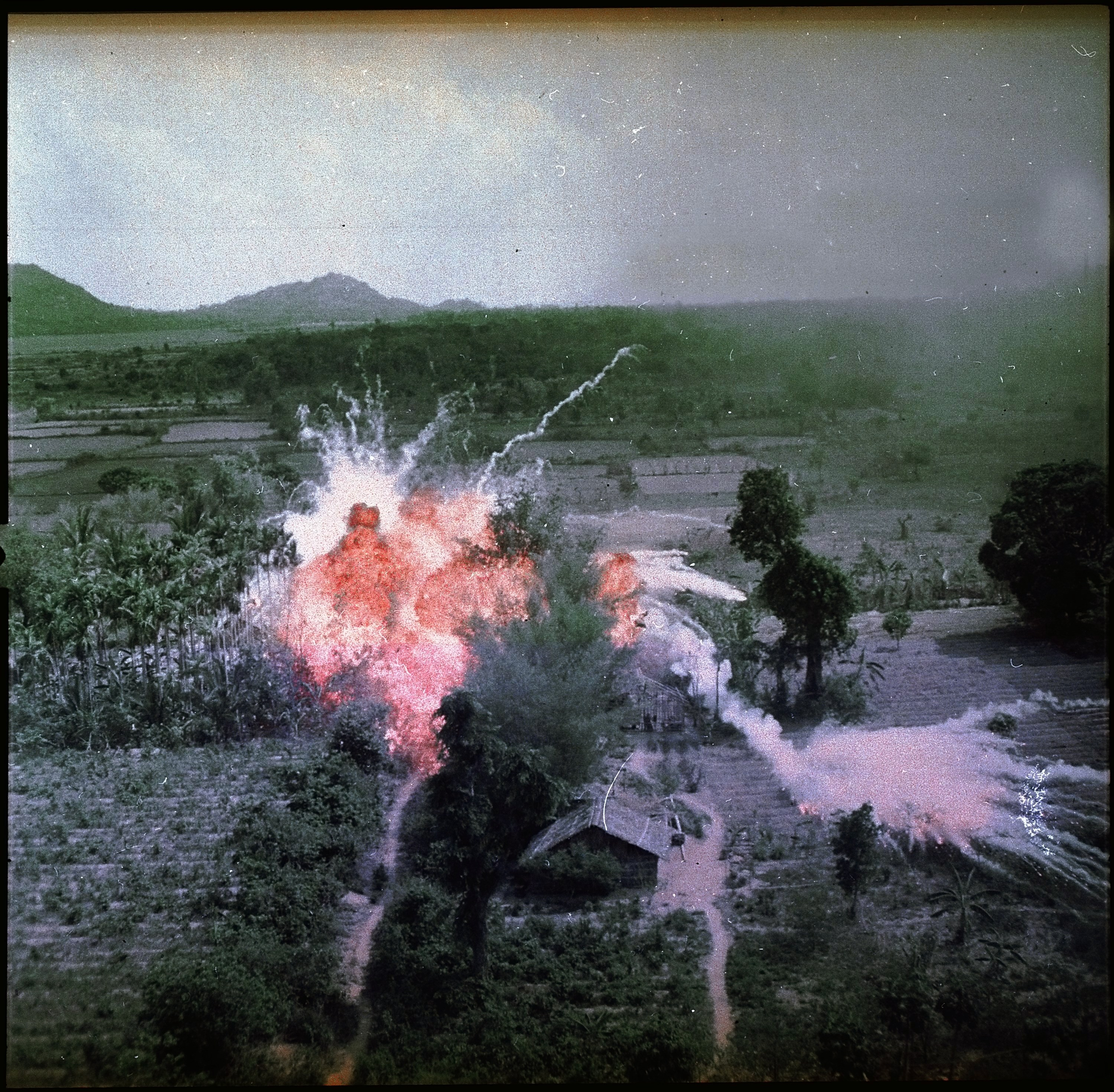
Brandbommen met napalm ontploffen in Vietnam tijdens de Vietnamoorlog

Een brandbom is een bom met ontbrandbare (in tegenstelling tot ontplofbare) inhoud, die wordt afgeworpen om het doelwit in brand te steken. Voor de inhoud kan bijvoorbeeld napalm, thermiet en/of witte fosfor worden gebruikt. De brandbare inhoud van de bom kan eventueel door een kleine explosie worden verspreid. Witte fosfor is zelfontbrandend.
Tijdens de Tweede Wereldoorlog zijn brandbommen op zeer grote schaal gebruikt. De Duitse Luftwaffe gebruikte staafbrandbommen bij de aanvallen op Engelse steden, terwijl de Royal Air Force deze tegen Duitse steden inzette. Van de vierponds-staafbrandbom (1,7 kg) werden meer dan 80 miljoen stuks boven Duitsland afgeworpen.

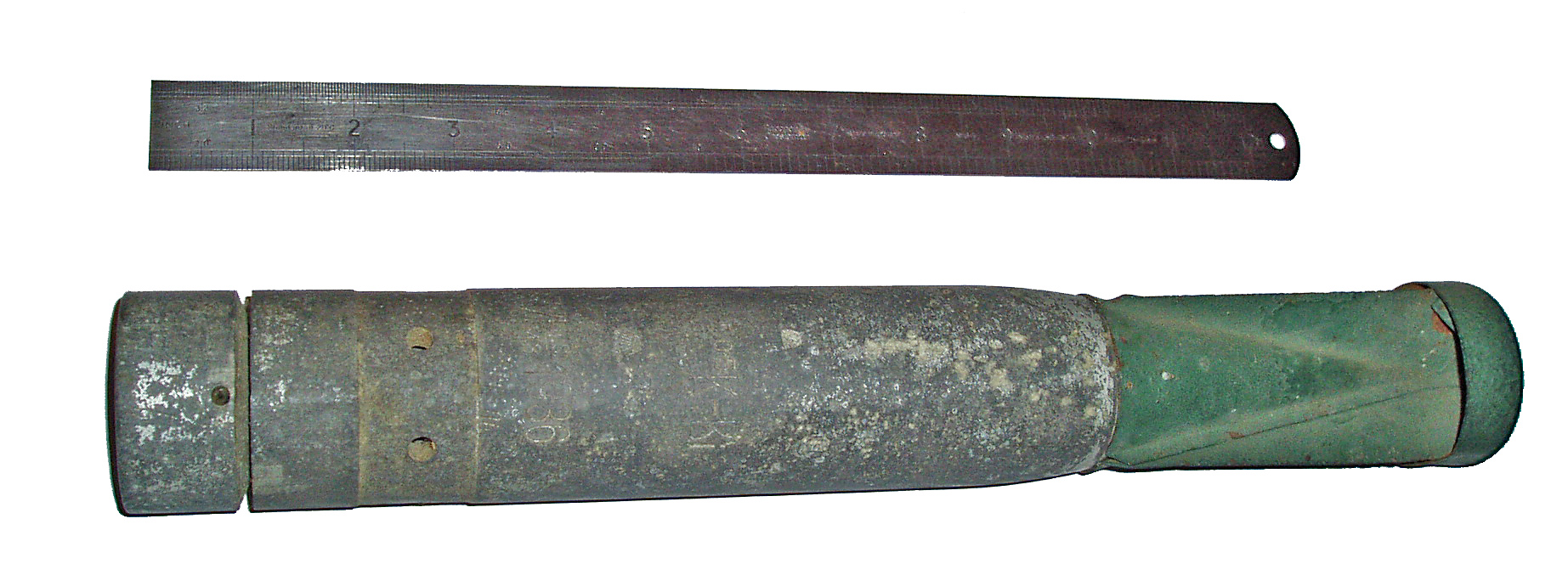
Duitse staafbrandbom van 1 kg
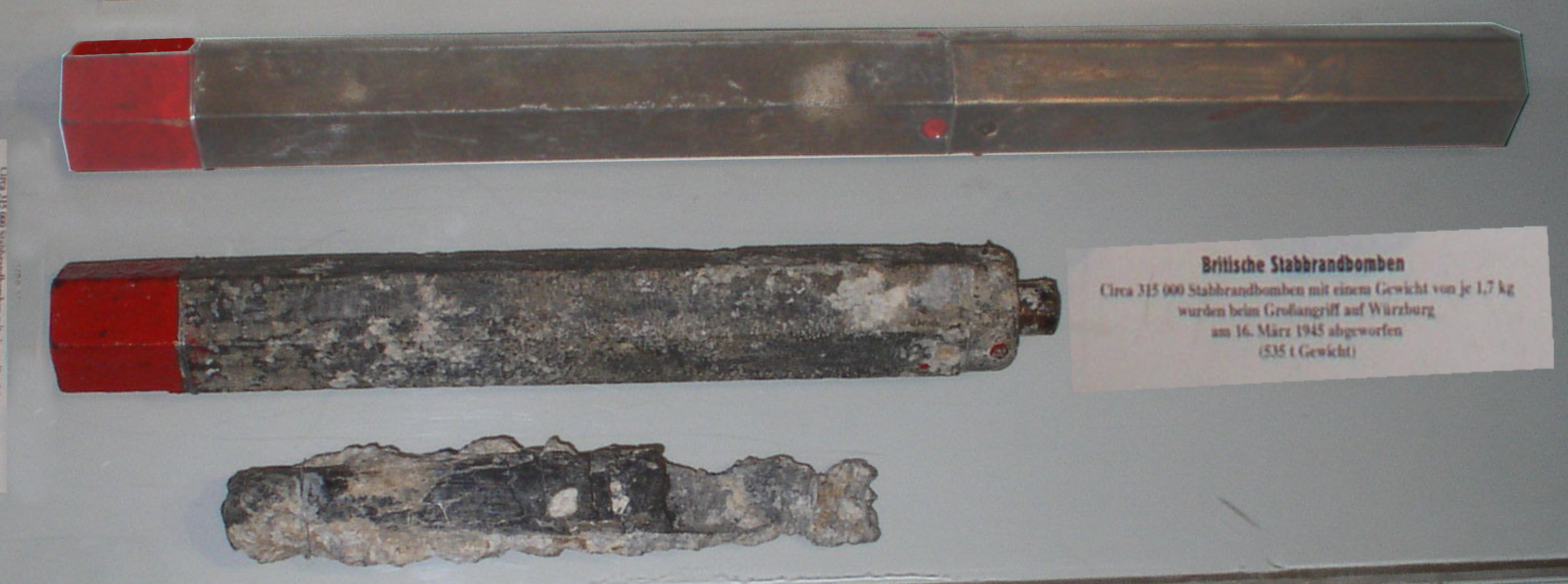
Britse vierponds-staafbrandbom

Om de schade te maximaliseren werden brandbommen veelal voorafgegaan door zware explosieven (luchtmijnen) die tot doel hadden daken van huizen te blazen zodat de brandbommen in het interieur van de gebouwen zouden ontploffen. Door de ravage in de straten werd ook de toegang voor de brandweer bemoeilijkt.

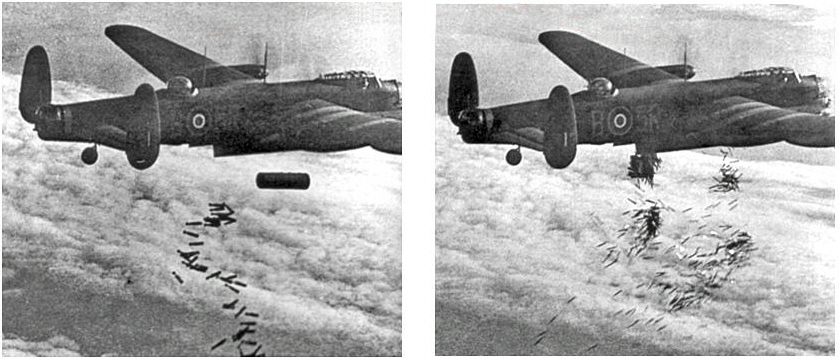
Een Lancaster werpt boven Duisburg eerst een 4000-ponds bom af, gevolgd door staafbrandbommen

In de strijd tegen Japan zette Amerikaanse luchtmacht voor het eerst napalmbommen op grote schaal in. Bij het bombardement op Tokio in maart 1945 werd een vuurstorm ontketend die ongeveer 100.000 slachtoffers eiste.
Internationaal wordt met de Conventie over bepaalde conventionele wapens gepoogd het gebruik van deze wapens te beperken. 